# Náměšť nad Oslavou (nádraží)
Náměšť nad Oslavou je železniční stanice v okrese Třebíč, v jižní části města Náměšť nad Oslavou v Kraji Vysočina nedaleko řeky Oslavy. Leží na jednokolejné neelektrizováné trati Brno–Jihlava. Před stanicí se nachází městské autobusové nádraží.

## Historie
Stanice byla zprovozněna 4. června 1886, kdy došlo k zahájení provozu na dobudovaném úseku ze Zastávky u Brna do Okříšek společností Rakouská společnost státní dráhy (StEG), čímž bylo dokončeno propojení s Třebíčí a Brnem. Vyrostla zde nerozměrná nádražní budova ve specifickém architektonickém stylu budov celé dráhy. V areálu stanice bylo vystavěno též nákladové nádraží.
Po zestátnění StEG v roce 1908 pak obsluhovala stanici jedna společnost, Císařsko-královské státní dráhy (kkStB), po roce 1918 pak správu přebraly Československé státní dráhy.

## Popis
Nacházejí se zde tři jednostranná nástupiště, z toho jedno vnější u budovy. K příchodu na vnitřní nástupiště slouží přechod přes koleje.